# Argoplia grata
Argoplia grata är en skalbaggsart som beskrevs av Louis Albert Péringuey 1902. Argoplia grata ingår i släktet Argoplia och familjen Melolonthidae. Inga underarter finns listade.